# Pseudomonas
Genre
Les bactéries du genre Pseudomonas peuvent être définies par :
- Bacilles à Gram négatif, oxydase + ;
- Aérobies stricts (« Respiration nitrate » chez certaines espèces) ;
- Dégradant le glucose par respiration aérobie ou inerte vis-à-vis du glucose. Ils n'attaquent pas les sucres ou les attaquent par voie oxydative et non fermentative ;
- Généralement mobiles par ciliature polaire (monotriche ou lophotriche) ;
- Peu exigeantes, cultivant de 0 à 30 °C ;
- Indole - ;
- Asporulés ;
- Colonies souvent pigmentées.

Au début des années 2000, on considère que la famille des Pseudomonacées regroupe probablement la forme de vie la plus abondante et la plus répandue sur la planète. Ce genre comprend en effet plus d'une centaine d'espèces ubiquitaires (dont l'espèce-type est Pseudomonas aeruginosa, généralement appelée Bacille pyocyanique). Cependant, ce nombre se réduit car les progrès de la phylogénétique permettent d'affiner le classement. On tend vers une soixantaine d'espèces.

## Habitat
Ces bactéries, largement répandues dans l'environnement, vivent dans le sol et les eaux douces, salées et saumâtres, superficielles et souterraines, et sont y compris retrouvées vivantes pour certaines souches dans les brumes, dans la pluies ou dans les nuages jusqu'à plus de 16 km d'altitude. Elles se retrouvent sur les plantes, dans les matières organiques non vivantes (denrées alimentaires), entraînant, parfois, leur altération organoleptique. L'Homme en a accru les habitats, dont via le transport aérien, maritime et fluvial et jusque dans le sous-sol via la fracturation hydraulique car on la retrouve aussi dans les boues de forages et fluides de fracturation.
Elles se rencontrent chez l'homme ou l'animal au niveau des fosses nasales et dans l'intestin. Elles constituent, pour la plupart, une flore commensale.
Certaines jouent un rôle pathogène :
- chez les plantes (quelques espèces, dont Pseudomonas syringae, dont une souche tue ou rend malade de jeunes marronniers par milliers depuis le début des années 2000) ;
- chez l'Homme et l'animal (avec principalement Pseudomonas aeruginosa).

Elles occupent des niches écologiques variées, mais se retrouvent plus particulièrement dans les milieux humides tels que les eaux douces, les eaux de mer, les eaux thermales. Elles se retrouvent en plus petite quantité dans les eaux riches en matières organiques (en particulier les eaux stagnantes) conséquence de la compétition entre microorganismes où les Pseudomonas ne sont pas les plus performants. Dans les habitations, elles se retrouvent ainsi dans les siphons d'évier, les eaux de réservoirs d'eaux de pluie qui, lorsqu'elles sont utilisées pour l'arrosage des plantes, peuvent provoquer des maladies sur les plantes en particulier les fleurs (pour les espèces phytopathogènes).

## Spécificités écologiques
Le caractère très ubiquitaire des Pseudomonas est lié à des capacités adaptatives inhabituelles chez les bactéries, leur permettant de rapidement s'adapter à de très nombreux milieux et à des conditions de vies difficiles ; Quelques souches de Pseudomonas aeruginosa comptent parmi les microbes connus pour être les plus résistants aux antibiotiques 
- Leur génome (récemment séquencé : 6,3 Mpb et un contenu en GC de 66 %) est un des plus grands du monde bactérien. Il intègre 5570 cadres de lecture ouverts et contient la plus grande proportion de gènes régulateurs connus[4]. Une batterie de gènes de catabolisme, de transport et d’efflux et de chimiotaxie leur permet de résister à de nombreux facteurs de stress ; elles disposent de plus de 300 systèmes différents de transport de nutriments[5] ;
- Elles peuvent vivre avec ou sans oxygène (en anaérobiose, elles  en utilisent les nitrates comme accepteur final d’électrons), et dans tous les milieux et dans une large gamme de températures et de pressions[4].
- Elles disposent de nombreux mécanismes d'alimentation [4] ;
- Elles sont activement mobiles[4] ;
- Elles sont dotées d'au moins 55 protéines kinase détectrices, de 89 facteurs de transcription et de 14 protéines de fusion détectrices/régulatrices ; autant de capteurs et "outils" leur permettant de trouver des sources variées de nutriments (chimiotaxie)[4] ;
- Leur membrane est résistante (assez bonne résistance face aux UV solaires par exemple), et leur perméabilité membranaire est basse, ce qui renforce leur résistance aux stress externes[4] ;
- Certaines espèces (P. aeruginosa  notamment) sécrètent de puissants composés fongicides[6] leur permettant de résister aux attaques fongiques, tout en accédant à des ressources nutritives sans entrer en compétition avec les champignons ;
- Elles disposent d'une gamme étendue de porines et de pompes d’efflux leur permettant de contrôler leur milieu interne et d'évacuer vers l'extérieur de nombreuses molécules antibiotiques, perturbatrices ou inutiles (Walsh 2003).
- Elles disposent d'adhésines, de LPS, d'un système de sécrétion de type III, sécrètent des toxines ExoS et ExoU, de l’élastase et un alginate leur permettant de former des biofilms hautement résistants[7].

## Biodégradation
De nombreuses souches de Pseudomonas jouent un rôle majeur dans les processus de biodégradation. Dans les processus de remédiation et traitement de sites pollués, la biodégradation ou peut être favorisée ou accélérée par des apports en nutriments ou par des souches bactériennes sélectionnées. C'est le cas par exemple pour les pollutions du sol ou de l'eau par du fioul ou du pétrole brut. Dans ce cas un ensemencement par des souches mixtes de Pseudomonas et de Rhodococcus et se sont montrées plus efficaces pour dégrader le fioul en milieu aquatique. Dans ce dernier cas, on n'a pas réussi à améliorer les performances des bactéries en portant l'association à trois, quatre, ou cinq souches d'autres bactéries. 
L'association champignon/bactérie est aussi très fréquente pour la dégradation de matières organiques, ou dans certains processus pathogènes (surinfection).

## Rôle pathogène
Chez l'Homme, l'espèce Pseudomonas aeruginosa (appelé aussi bacille pyocyanique) intervient fréquemment comme pathogène opportuniste. Elle se retrouve en flore de transit sur la peau et les muqueuses et cause des surinfections de plaies ou brûlures. Chez des individus immunodéprimés elle peut être la cause de diverses infections cutanées et viscérales voire de septicémie. Elle comporte un risque particulièrement élevé d'infections nosocomiales (contractées par l'intermédiaire de soins en milieu hospitalier), notamment avec des souches résistantes à certains antibiotiques courants.
Les autres germes sont peu agressifs par eux-mêmes mais se comportent en général comme germes « opportunistes » profitant de conditions anormales d'implantation chez des individus débilités, créant des flores de substitution ou des infections graves par introduction accidentelle dans l'organisme (cathétérismes, baxter, sondages, etc.). Leur rôle a acquis plus d'importance au cours des dernières années, surtout en milieu hospitalier.

## Traitement

### Antibiotiques
Pseudomonas aeruginosas est sensible aux fluoroquinolones et ne présente généralement pas de difficulté à être traitée. Toutefois certaines souches deviennent antibiorésistantes. Malheureusement, du fait de leur caractère multirésistant et de l’usage massif d’antibiotiques, ces souches ont été artificiellement sélectionnées par l’homme et peuvent finir par prédominer sur les autres.
Le milieu hospitalier est l’endroit idéal pour cette sélection non désirée et Pseudomonas aeruginosa est responsable de nombreuses infections nosocomiales.

## Caractères bactériologiques

### Morphologie microscopique
Aspect : les espèces du genre Pseudomonas sont des bacilles Gram négatifs fins droits et très mobiles grâce à un flagelle polaire : ciliature monotriche, dépourvus de spores et de capsules.
Groupement : elles apparaissent la plupart du temps isolés ou en diplobacilles.

### Caractères de culture

#### Conditions de culture
Les espèces du genre Pseudomonas sont des germes peu exigeants, l'immense majorité des espèces n'exigent aucun facteur de croissance et sont capables d'utiliser comme seule source de carbone et d'énergie un large spectre de substrats carbonés simples et variés.
Elles se développent sur tous les milieux usuels, même les plus simples.
Elles sont alcalinophiles.
Elles possèdent aussi une grande tolérance dans les gammes de température environnante, bien qu'ayant une température optimale de croissance située entre 30 et 35 °C (mésophile), elles sont capables de se développer à des températures entre 4 et 42 °C en ralentissant leur métabolisme. Leur croissance n'est donc pas totalement entravée par les locaux réfrigérés et les incubateurs.
Elles résistent à de nombreux inhibiteurs bactériens, particulièrement aux agents chimiques. Elles continuent leur développement dans certaines solutions antiseptiques (notamment le cétrimide) et sont résistantes à de nombreux antibiotiques.

#### Milieux de cultures utilisés
- Milieux non sélectifs
  - Gélose ordinaire
  - Gélose BCP
  - Eau peptonée
- Milieux sélectifs
  - Gélose cétrimide
  - Milieu de King A
  - Milieu de King B

### Matrice d'identification des espèces du genrePseudomonas
-1= négatif ou absence, caractère absent chez 100%, ou présent chez 0%;
1= positif ou présence, caractère présent chez 100%, ou absent chez 0%;
0 ou espace libre = caractère variable présent chez 50%, ou absence d'information
| Genre       | Espèce            | Soustype / Observations                                   | Oxydase | 42 °C (thermophile) | 4 °C (cryophile) | King F (pour Fluoresceine = Pyoverdine) | King P (pour Pyocyanine) | autre Pigment                                                                              | Poly-Beta-Hydroxy-Butyrate | Mobilité | ADH = L-Arginin DeHydrogenase | NO3 Nitrate réductase (incolor) > Nitrites (rouge) | Gélatinase = Collagénase | Amylase = Amidon Hydrolase | Lécithinase = Réaction au jaune d'œuf | Lipase (Hydrolyse de Tween80) | NO2 > N2 | Cathécol ortho-clivage | Procathénuate ortho-clivage | Procathénuate méta-clivage | Lévane (méta-clivage) production à partir du saccharose | D-Glucose assimilation | D-Tréhalose assimilation | Saccharose assimilation | Propionate assimilation | Butyrate assimilation | D-Sorbitol assimilation | Adonitol assimilation | Méso-Inositol assimilation | Géraniol assimilation | L-Valine assimilation | D-Alanine assimilation | L-Arginine assimilation | Arginine | Bile-Esculin Hydrolyse = (Béta-glucosidase) | Citrate de Simmons | Citrate trisodique assimilation | D-Glucose fermentation | D-Glucose assimilation |
| ----------- | ----------------- | --------------------------------------------------------- | ------- | ------------------- | ---------------- | --------------------------------------- | ------------------------ | ------------------------------------------------------------------------------------------ | -------------------------- | -------- | ----------------------------- | -------------------------------------------------- | ------------------------ | -------------------------- | ------------------------------------- | ----------------------------- | -------- | ---------------------- | --------------------------- | -------------------------- | ------------------------------------------------------- | ---------------------- | ------------------------ | ----------------------- | ----------------------- | --------------------- | ----------------------- | --------------------- | -------------------------- | --------------------- | --------------------- | ---------------------- | ----------------------- | -------- | ------------------------------------------- | ------------------ | ------------------------------- | ---------------------- | ---------------------- |
| Pseudomonas | sp                |                                                           | 0,99    |                     |                  |                                         |                          |                                                                                            |                            | 0,9      | -0,68                         |                                                    |                          |                            |                                       |                               |          |                        |                             |                            |                                                         |                        |                          | -1                      |                         |                       | -1                      | -1                    |                            |                       |                       |                        |                         |          |                                             |                    |                                 | -0,86                  |                        |
| Pseudomonas | aeruginosa        |                                                           | 0,97    | 0,9                 | -1               | 0,9                                     | 0,9                      | pyomélanine = brun noir ou acajou; pyorubine = aeruginosine A=rouge de nature phénazinique | -1                         | 0,94     | 0,7                           | 0,92                                               | 0,84                     | -0,9                       | -0,9                                  | 0,1                           | 0,9      | 0,9                    | 0,9                         | -0,9                       | -0,9                                                    | 0,98                   | -1                       | -1                      | 0,9                     | 0,9                   | -0,9                    | -1                    | -0,9                       | 0,9                   | 0,1                   | 0,9                    | 0,9                     |          | -0,98                                       |                    | 0,98                            | -0,38                  | 0,98                   |
| Pseudomonas | fluorescens       | I                                                         | 0,99    | -1                  | 0,98             | 0,9                                     | -0,9                     | -0,9                                                                                       | -0,9                       | 1        | 0,35                          | -0,46                                              | 0,4                      | -0,9                       | 0,9                                   | 0,1                           | 0,9      | 0,9                    | 0,9                         | -0,9                       | 0,9                                                     | 0,98                   | 1                        | 0,9                     | 0,9                     | -0,9                  | 0,01                    | 0,01                  | 0,9                        | -0,9                  | 0,9                   | 0,9                    | 0,9                     |          | -0,98                                       |                    | 0,98                            | -0,75                  | 0,98                   |
| Pseudomonas | putida            |                                                           | 0,98    | -1                  | 0,7              | 0,7                                     | -0,9                     | -0,9                                                                                       | -0,9                       | 1        | 0,76                          | -0,94                                              | -1                       | -0,9                       | -0,9                                  | 0,2                           | 0,9      | 0,9                    | 0,9                         | -0,9                       | -0,9                                                    | 0,9                    | -1                       | -0,6                    | 0,9                     | 0,9                   | -0,7                    | -0,9                  | -0,9                       | -0,9                  | 0,9                   | 0,9                    | 0,9                     |          | -1                                          |                    | 0,98                            | -0,8                   | 0,9                    |
| Pseudomonas | agarici           | sans intérêt médical, phytopathogèn                       | 0,99    |                     |                  |                                         |                          |                                                                                            |                            | 0,9      |                               |                                                    |                          |                            |                                       |                               |          |                        |                             |                            |                                                         |                        |                          |                         |                         |                       |                         |                       |                            |                       |                       |                        |                         |          |                                             |                    |                                 |                        |                        |
| Pseudomonas | alcaligenes       | sans intérêt médical                                      | 0,97    | 0,9                 | -1               | -0,9                                    | -0,9                     | jaune-orange (caroténoïde)                                                                 | -0,9                       | 0,9      | 0,2                           | 0,7                                                | -0,01                    | -0,9                       | -0,9                                  | 0,2                           | 0,9      |                        |                             |                            | -0,9                                                    | -0,8                   | -1                       |                         | 0,9                     | 0,2                   | -0,9                    |                       | -0,9                       | -0,9                  | -0,9                  | 0,2                    | 0,9                     |          | -1                                          |                    | 0,2                             | -1                     | -0,8                   |
| Pseudomonas | amygdali          | sans intérêt médical                                      | 0,99    |                     |                  |                                         |                          |                                                                                            |                            | 0,9      |                               |                                                    |                          |                            |                                       |                               |          |                        |                             |                            |                                                         |                        |                          |                         |                         |                       |                         |                       |                            |                       |                       |                        |                         |          |                                             |                    |                                 |                        |                        |
| Pseudomonas | anguiliseptica    | sans intérêt médical                                      | 0,99    |                     |                  |                                         |                          |                                                                                            |                            | 0,9      |                               |                                                    |                          |                            |                                       |                               |          |                        |                             |                            |                                                         |                        |                          |                         |                         |                       |                         |                       |                            |                       |                       |                        |                         |          |                                             |                    |                                 |                        |                        |
| Pseudomonas | asplenii          | sans intérêt médical, phytopathogèn                       | 0,99    |                     |                  |                                         |                          |                                                                                            |                            | 0,9      |                               |                                                    |                          |                            |                                       |                               |          |                        |                             |                            |                                                         |                        |                          |                         |                         |                       |                         |                       |                            |                       |                       |                        |                         |          |                                             |                    |                                 |                        |                        |
| Pseudomonas | balearica         |                                                           | 0,99    |                     |                  |                                         |                          |                                                                                            |                            | 0,9      |                               | -0,48                                              | 0,9                      | -0,98                      |                                       |                               | -1       |                        |                             |                            |                                                         |                        |                          |                         |                         |                       |                         |                       | 1                          | -1                    | 1                     | 1                      | 1                       |          |                                             | 0,5                |                                 |                        |                        |
| Pseudomonas | caricapapayae     | sans intérêt médical                                      | 0,99    |                     |                  |                                         |                          |                                                                                            |                            | 0,9      |                               | -0,48                                              | 0,9                      | -0,98                      |                                       |                               | -1       |                        |                             |                            |                                                         |                        |                          |                         | 1                       | 1                     |                         |                       | 1                          | -1                    | 1                     | 1                      | 1                       |          |                                             | 0,5                |                                 |                        |                        |
| Pseudomonas | chlororaphis      | sans intérêt médical                                      | 0,99    | -1                  | 0,7              | 0,2                                     | -0,9                     | chlororaphine (pigment phénazinique vert = réduit et jaune = oxydé)                        | -0,9                       | 0,9      | 0,9                           | 0,9                                                | 0,9                      | -0,9                       | 0,9                                   | 0,9                           | 0,9      | 0,9                    | 0,9                         | -0,9                       | 0,9                                                     | 0,9                    | 1                        | 0,9                     | 0,9                     | 0,9                   | -0,9                    | -0,9                  | 0,9                        | -0,9                  | 0,9                   | 0,9                    | 0,9                     |          |                                             |                    |                                 |                        | 0,9                    |
| Pseudomonas | cichorii          | sans intérêt médical                                      | 0,99    |                     |                  |                                         |                          |                                                                                            |                            | 0,9      |                               |                                                    |                          |                            |                                       |                               |          |                        |                             |                            |                                                         |                        |                          |                         |                         |                       |                         |                       |                            |                       |                       |                        |                         |          |                                             |                    |                                 |                        |                        |
| Pseudomonas | citronellolis     | sans intérêt médical                                      | 0,99    |                     |                  |                                         |                          |                                                                                            |                            | 0,9      |                               |                                                    |                          |                            |                                       |                               |          |                        |                             |                            |                                                         |                        |                          |                         |                         |                       |                         |                       |                            |                       |                       |                        |                         |          |                                             |                    |                                 |                        |                        |
| Pseudomonas | coronafaciens     | sans intérêt médical                                      | 0,99    |                     |                  |                                         |                          |                                                                                            |                            | 0,9      |                               |                                                    |                          |                            |                                       |                               |          |                        |                             |                            |                                                         |                        |                          |                         |                         |                       |                         |                       |                            |                       |                       |                        |                         |          |                                             |                    |                                 |                        |                        |
| Pseudomonas | corrugata         | sans intérêt médical                                      | 0,99    |                     |                  |                                         |                          |                                                                                            |                            | 0,9      |                               |                                                    |                          |                            |                                       |                               |          |                        |                             |                            |                                                         |                        |                          |                         |                         |                       |                         |                       |                            |                       |                       |                        |                         |          |                                             |                    |                                 |                        |                        |
| Pseudomonas | ficuserectae      | sans intérêt médical, phytopathogèn                       | 0,99    |                     |                  |                                         |                          |                                                                                            |                            | 0,9      |                               |                                                    |                          |                            |                                       |                               |          |                        |                             |                            |                                                         |                        |                          |                         |                         |                       |                         |                       |                            |                       |                       |                        |                         |          |                                             |                    |                                 |                        |                        |
| Pseudomonas | flavescens        | sans intérêt médical                                      | 0,99    |                     |                  |                                         |                          |                                                                                            |                            | 0,9      |                               |                                                    |                          |                            |                                       |                               |          |                        |                             |                            |                                                         |                        |                          |                         |                         |                       |                         |                       |                            |                       |                       |                        |                         |          |                                             |                    |                                 |                        |                        |
| Pseudomonas | fragi             | sans intérêt médical, sur viande avariée                  | 0,99    |                     |                  |                                         |                          |                                                                                            |                            | 0,9      |                               |                                                    | -0,9                     |                            |                                       | -1                            |          |                        |                             |                            |                                                         |                        |                          |                         | 1                       | 1                     |                         |                       |                            |                       | 1                     | 1                      | 1                       |          |                                             |                    |                                 |                        |                        |
| Pseudomonas | fuscovaginae      | sans intérêt médical                                      | 0,99    |                     |                  |                                         |                          |                                                                                            |                            | 0,9      |                               |                                                    |                          |                            |                                       |                               |          |                        |                             |                            |                                                         |                        |                          |                         |                         |                       |                         |                       |                            |                       |                       |                        |                         |          |                                             |                    |                                 |                        |                        |
| Pseudomonas | lundunensi        | sans intérêt médical, psychrotrophe isolé du viande       | 0,99    |                     |                  |                                         |                          |                                                                                            |                            | 0,9      |                               |                                                    |                          |                            |                                       |                               |          |                        |                             |                            |                                                         |                        |                          |                         |                         |                       |                         |                       |                            |                       |                       |                        |                         |          |                                             |                    |                                 |                        |                        |
| Pseudomonas | marginalis        | sans intérêt médical                                      | 0,99    |                     |                  |                                         |                          |                                                                                            |                            | 0,9      |                               |                                                    |                          |                            |                                       |                               |          |                        |                             |                            |                                                         |                        |                          |                         |                         |                       |                         |                       |                            |                       |                       |                        |                         |          |                                             |                    |                                 |                        |                        |
| Pseudomonas | meliae            | sans intérêt médical                                      | 0,99    |                     |                  |                                         |                          |                                                                                            |                            | 0,9      |                               |                                                    |                          |                            |                                       |                               |          |                        |                             |                            |                                                         |                        |                          |                         |                         |                       |                         |                       |                            |                       |                       |                        |                         |          |                                             |                    |                                 |                        |                        |
| Pseudomonas | mendocina         | col pigm brun-jaune = pigment caroténoïde intracellulaire | 0,99    | 0,9                 | -1               | -0,9                                    | -0,9                     | jaune-orange (caroténoïde)                                                                 | -0,9                       | 0,9      | 0,88                          | 1                                                  | -1                       | -0,9                       | -0,9                                  | 0,9                           | 0,9      | 0,9                    |                             |                            | -0,9                                                    | 0,9                    | -1                       |                         | 0,9                     | 0,9                   | -1                      |                       | -0,9                       | 0,9                   | 0,9                   | 0,9                    | 0,9                     |          | -1                                          |                    | 1                               | -0,01                  | 0,9                    |
| Pseudomonas | mucidolens        | sans intérêt médical                                      | 0,99    |                     |                  |                                         |                          |                                                                                            |                            | 0,9      |                               |                                                    |                          |                            |                                       |                               |          |                        |                             |                            |                                                         |                        |                          |                         |                         |                       |                         |                       |                            |                       |                       |                        |                         |          |                                             |                    |                                 |                        |                        |
| Pseudomonas | oleovorans        | sans intérêt médical                                      | 0,99    |                     |                  |                                         |                          |                                                                                            |                            | 0,9      |                               |                                                    |                          |                            |                                       |                               |          |                        |                             |                            |                                                         |                        |                          |                         |                         |                       |                         |                       |                            |                       |                       |                        |                         |          |                                             |                    |                                 |                        |                        |
| Pseudomonas | stutzeri          | ubiquitaire                                               | 0,99    | 0,9                 | -1               | -0,9                                    | -0,9                     | -0,9                                                                                       | -0,9                       | 0,9      | -0,98                         | 0,88                                               | -0,21                    | -0,9                       | 0,9                                   | -0,9                          | 0,9      | 0,9                    | 0,9                         |                            | -0,9                                                    | 0,96                   | -1                       |                         | 0,2                     | 0,9                   | -0,9                    |                       | -0,9                       | -0,9                  | 0,9                   | 0,9                    | -0,9                    |          | -1                                          |                    | 0,7                             | 0,21                   | 0,96                   |
| Pseudomonas | pseudoalcaligenes |                                                           | 0,99    | 0,9                 | -1               | -0,9                                    | -0,9                     | -0,9                                                                                       | 0,2                        | 0,9      | 0,7                           | 0,2                                                | 0,2                      | -0,9                       | -0,9                                  | -0,9                          | 0,9      |                        |                             |                            | -0,9                                                    | -0,9                   | -1                       |                         | 0,9                     | 0,9                   | 0,2                     |                       | -0,9                       | -0,9                  | -0,9                  | 0,2                    | 0,9                     |          |                                             |                    |                                 | -1                     | -0,9                   |
| Pseudomonas | resinovorans      | sans intérêt médical                                      | 0,99    |                     |                  |                                         |                          |                                                                                            |                            | 0,9      |                               |                                                    |                          |                            |                                       |                               |          |                        |                             |                            |                                                         |                        |                          |                         |                         |                       |                         |                       |                            |                       |                       |                        |                         |          |                                             |                    |                                 |                        |                        |
| Pseudomonas | savastanoi        | sans intérêt médical, phytopathogène de l'Olivier         | 0,99    |                     |                  |                                         |                          |                                                                                            |                            | 0,9      |                               | 1                                                  | -1                       | 1                          |                                       |                               | -1       |                        |                             |                            |                                                         |                        |                          |                         |                         |                       |                         |                       |                            |                       |                       |                        |                         |          |                                             | 0,44               |                                 |                        |                        |
| Pseudomonas | stanieri          | sans intérêt médical                                      | 0,99    |                     |                  |                                         |                          |                                                                                            |                            | 0,9      |                               |                                                    |                          |                            |                                       |                               |          |                        |                             |                            |                                                         |                        |                          |                         |                         |                       |                         |                       |                            |                       |                       |                        |                         |          |                                             |                    |                                 |                        |                        |
| Pseudomonas | rhodesiae         | dans les eaux minérales                                   | 0,99    |                     |                  |                                         |                          |                                                                                            |                            | 0,9      |                               |                                                    |                          |                            |                                       |                               |          |                        |                             |                            |                                                         |                        |                          |                         |                         |                       |                         |                       |                            |                       |                       |                        |                         |          |                                             |                    |                                 |                        |                        |
| Pseudomonas | jessenii          | dans les eaux minérales                                   | 0,99    |                     |                  |                                         |                          |                                                                                            |                            | 0,9      |                               |                                                    |                          |                            |                                       |                               |          |                        |                             |                            |                                                         |                        |                          |                         |                         |                       |                         |                       |                            |                       |                       |                        |                         |          |                                             |                    |                                 |                        |                        |
| Pseudomonas | mandelii          | dans les eaux minérales                                   | 0,99    |                     |                  |                                         |                          |                                                                                            |                            | 0,9      |                               | -0,48                                              | -0,9                     | -0,98                      |                                       |                               | -1       |                        |                             |                            |                                                         |                        |                          |                         | 1                       | 1                     |                         |                       | -1                         | -1                    | 1                     | 1                      | 1                       |          |                                             | 0,5                |                                 |                        |                        |
| Pseudomonas | gessardii         | dans les eaux minérales                                   | 0,99    |                     |                  |                                         |                          |                                                                                            |                            | 0,9      |                               |                                                    |                          |                            |                                       |                               |          |                        |                             |                            |                                                         |                        |                          |                         |                         |                       |                         |                       |                            |                       |                       |                        |                         |          |                                             |                    |                                 |                        |                        |
| Pseudomonas | migulaï           | dans les eaux minérales                                   | 0,99    |                     |                  |                                         |                          |                                                                                            |                            | 0,9      |                               |                                                    |                          |                            |                                       |                               |          |                        |                             |                            |                                                         |                        |                          |                         |                         |                       |                         |                       |                            |                       |                       |                        |                         |          |                                             |                    |                                 |                        |                        |
| Pseudomonas | libanensis        | dans les eaux de source libanaises                        | 0,99    |                     |                  |                                         |                          |                                                                                            |                            | 0,9      |                               |                                                    | 0,3                      |                            |                                       | -1                            |          |                        |                             |                            |                                                         |                        |                          |                         | 1                       | 1                     |                         |                       | -1                         | -1                    | -1                    |                        | 1                       |          |                                             |                    |                                 |                        |                        |
| Pseudomonas | cedrella          | dans les eaux de source libanaises                        | 0,99    |                     |                  |                                         |                          |                                                                                            |                            | 0,9      |                               |                                                    |                          |                            |                                       |                               |          |                        |                             |                            |                                                         |                        |                          |                         |                         |                       |                         |                       |                            |                       |                       |                        |                         |          |                                             |                    |                                 |                        |                        |
| Pseudomonas | orientalis        | dans les eaux de source libanaises                        | 0,99    |                     |                  |                                         |                          |                                                                                            |                            | 0,9      |                               |                                                    | -0,9                     |                            |                                       | 1                             |          |                        |                             |                            |                                                         |                        |                          |                         |                         | 1                     |                         |                       | -1                         | -1                    | 1                     | 1                      | -1                      |          |                                             |                    |                                 |                        |                        |
| Pseudomonas | syringae          | sans intérêt médical                                      | 0,99    |                     |                  |                                         |                          |                                                                                            |                            | 0,9      |                               |                                                    |                          |                            |                                       |                               |          |                        |                             |                            |                                                         |                        |                          |                         |                         |                       |                         |                       |                            |                       |                       |                        |                         |          |                                             |                    |                                 |                        |                        |
| Pseudomonas | avellanae         | sans intérêt médical                                      | 0,99    |                     |                  |                                         |                          |                                                                                            |                            | 0,9      |                               | -0,48                                              | 0,9                      | -0,98                      |                                       | -1                            | -1       |                        |                             |                            |                                                         |                        |                          |                         | 1                       |                       |                         |                       | 1                          | -1                    | 1                     | 1                      | 1                       |          |                                             | 0,5                |                                 |                        |                        |
| Pseudomonas | taetrolens        | sans intérêt médical                                      | 0,99    |                     |                  |                                         |                          |                                                                                            |                            | 0,9      |                               |                                                    |                          |                            |                                       |                               |          |                        |                             |                            |                                                         |                        |                          |                         |                         |                       |                         |                       |                            |                       |                       |                        |                         |          |                                             |                    |                                 |                        |                        |
| Pseudomonas | tolaasii          | sans intérêt médical                                      | 0,99    |                     |                  |                                         |                          |                                                                                            |                            | 0,9      |                               |                                                    |                          |                            |                                       |                               |          |                        |                             |                            |                                                         |                        |                          |                         |                         |                       |                         |                       |                            |                       |                       |                        |                         |          |                                             |                    |                                 |                        |                        |
| Pseudomonas | viridiflava       | sans intérêt médical                                      | 0,99    |                     |                  |                                         |                          |                                                                                            |                            | 0,9      |                               |                                                    |                          |                            |                                       |                               |          |                        |                             |                            |                                                         |                        |                          |                         |                         |                       |                         |                       |                            |                       |                       |                        |                         |          |                                             |                    |                                 |                        |                        |
| Pseudomonas | aureofaciens      | sans intérêt médical                                      | 0,99    | -1                  | 0,7              | 0,9                                     | -0,9                     | orange = phénazine-1-carboxylate                                                           | -0,9                       | 0,9      | 0,9                           | -0,48                                              | 0,9                      | -0,98                      | 0,2                                   | 0,2                           | 0,9      | 0,9                    | 0,9                         | -0,9                       | 0,9                                                     | 0,2                    | 0                        | 0,2                     | 1                       | -0,5                  | -1                      | -1                    | 1                          | -1                    | 1                     | 0,01                   | 1                       |          |                                             | 0,5                |                                 |                        | 0,2                    |
| Pseudomonas | sacharophila      | sans intérêt médical                                      | 0,99    |                     |                  |                                         |                          |                                                                                            |                            | 0,9      |                               |                                                    |                          |                            |                                       |                               |          |                        |                             |                            |                                                         |                        |                          |                         |                         |                       |                         |                       |                            |                       |                       |                        |                         |          |                                             |                    |                                 |                        |                        |
| Pseudomonas | veronii           | dans les eaux minérales                                   | 0,99    |                     |                  |                                         |                          |                                                                                            |                            | 0,9      |                               |                                                    |                          |                            |                                       |                               |          |                        |                             |                            |                                                         |                        |                          |                         |                         |                       |                         |                       |                            |                       |                       |                        |                         |          |                                             |                    |                                 |                        |                        |
| Pseudomonas | tomato            |                                                           | 0,99    |                     |                  |                                         |                          |                                                                                            |                            | 0,9      |                               |                                                    |                          |                            |                                       |                               |          |                        |                             |                            |                                                         |                        |                          |                         |                         |                       |                         |                       |                            |                       |                       |                        |                         |          |                                             |                    |                                 |                        |                        |
| Pseudomonas | glycinea          |                                                           | 0,99    |                     |                  |                                         |                          |                                                                                            |                            | 0,9      |                               |                                                    |                          |                            |                                       |                               |          |                        |                             |                            |                                                         |                        |                          |                         |                         |                       |                         |                       |                            |                       |                       |                        |                         |          |                                             |                    |                                 |                        |                        |
| Pseudomonas | phaseolicola      |                                                           | 0,99    |                     |                  |                                         |                          |                                                                                            |                            | 0,9      |                               |                                                    |                          |                            |                                       |                               |          |                        |                             |                            |                                                         |                        |                          |                         |                         |                       |                         |                       |                            |                       |                       |                        |                         |          |                                             |                    |                                 |                        |                        |
| Pseudomonas | fluorescens       | II                                                        | 0,99    | -1                  | 0,98             | 0,1                                     | -0,9                     | -0,9                                                                                       | -0,9                       | 0,9      | 0,9                           | -0,46                                              | 0,6                      | -0,9                       | 0,3                                   | -0,9                          | 0,9      | 0,9                    | 0,9                         | -0,9                       | 0,9                                                     | 0,9                    | 1                        | 0,9                     | 0,9                     | 0,1                   | 1                       | -1                    | 0,9                        | -0,9                  | 0,9                   | 0,9                    | 0,9                     |          | -0,98                                       |                    | 0,98                            | -0,75                  | 0,9                    |
| Pseudomonas | fluorescens       | III                                                       | 0,99    | -1                  | 0,98             | 0,9                                     | -0,9                     | -0,9                                                                                       | -0,9                       | 0,9      | 0,9                           | -0,46                                              | -0,22                    | -0,9                       | 0,9                                   | 0,1                           | 0,9      | 0,9                    | 0,9                         | -0,9                       | -0,9                                                    | 0,9                    | 1                        | -0,9                    | 0,1                     | 0,1                   | 0,1                     | 0,1                   | 0,9                        | -0,9                  | 0,9                   | 0,9                    | 0,9                     |          | -0,98                                       |                    | 0,98                            | -0,75                  | 0,9                    |
| Pseudomonas | fluorescens       | IV                                                        | 0,99    | -1                  | 0,98             | 0,9                                     | -0,9                     | -0,9                                                                                       | -0,9                       | 0,9      | 0,9                           | -0,46                                              | 0,9                      | -0,89                      | 0,9                                   | 0,1                           | 0,9      | 0,9                    | 0,9                         | -0,9                       | 0,9                                                     | 0,9                    | 1                        | 0,9                     | 0,9                     | 0,9                   | 0,9                     | -0,9                  | 0,9                        | -0,9                  | 1                     | 1                      | 1                       |          | -0,98                                       |                    | 0,98                            | -0,75                  | 0,9                    |
| Pseudomonas | fluorescens       | V                                                         | 0,99    | -1                  | 0,5              | 0,1                                     | -0,9                     | -0,9                                                                                       | -0,9                       | 0,9      | 0,9                           | -0,46                                              | 0,9                      | -0,9                       | 0,1                                   | 0,1                           | 0,9      | 0,9                    | 0,9                         | -0,9                       | -0,9                                                    | 0,98                   | 1                        | 0,1                     | 0,9                     | 0,1                   | 0,1                     | 0,2                   | 0,9                        | -0,9                  | 0,9                   | -0,9                   | 0,9                     |          | -0,98                                       |                    | 0,98                            | -0,75                  | 0,98                   |
| Pseudomonas | monteilli         |                                                           | 0,99    | -1                  | -0,9             | 0,9                                     | -0,9                     | -0,9                                                                                       | -0,9                       | 0,9      | 0,9                           | -0,9                                               | -0,9                     | -0,9                       | -0,9                                  | -0,9                          |          |                        |                             |                            | -0,9                                                    | 0,9                    | -1                       | -0,9                    | 0,9                     | 0,9                   | -0,9                    | -1                    |                            |                       | 0,9                   | 0,9                    | 0,9                     |          |                                             |                    |                                 | 1                      | 0,9                    |

#### Métabolisme
Presque toutes les espèces possèdent une oxydase (voir le tableau).
La dégradation du glucose s'effectue par la voie d'Entner-Doudoroff, cette propriété est mise en évidence sur milieu Hugh-Leifson. Ils possèdent fréquemment une arginine dihydrolase permettant la dégradation de l'arginine en anaérobiose.
Certaines espèces peuvent extraire l'oxygène libéré par la réduction des nitrates en azote, et ainsi croître en anaérobiose ; on parle alors de « Respiration nitrate ».
Certaines espèces ou souches de pseudomonas produisent de l'acétone (toxique).
En 2025, une équipe de chercheurs allemands annonce qu'après avoir génétiquement modifié des Pseudomonas putida, elles peuvent métaboliser des polyamides pour les transformer en polyesters biodégradables. 

#### Production de pigments
De nombreux représentants de ce genre produisent des pigments. Citons ceux utilisés pour l'identification :
- La pyocyanine, pigment bleu - vert phénazinique, soluble dans le chloroforme et l'eau est spécifique de P. aeruginosa.
- La pyoverdine, vert fluorescent, soluble dans l'eau, est synthétisée par les Pseudomonas du groupe fluorescent.

## Espèces appartenant au genrePseudomonas
- Pseudomonas abietaniphila
- Pseudomonas aeruginosa
- Pseudomonas agarici
- Pseudomonas alcaligenes
- Pseudomonas alcaliphila
- Pseudomonas amygdali
- Pseudomonas anguilliseptica
- Pseudomonas antarctica
- Pseudomonas argentinensis
- Pseudomonas asplenii
- Pseudomonas aurantiaca
- Pseudomonas avellanae
- Pseudomonas azotifigens
- Pseudomonas azotoformans
- Pseudomonas balearica
- Pseudomonas beijerinckii
- Pseudomonas beteli
- Pseudomonas boreopolis
- Pseudomonas brassicacearum
- Pseudomonas brenneri
- Pseudomonas cannabina
- Pseudomonas carboxydohydrogena
- Pseudomonas caricapapayae
- Pseudomonas cedrina
- Pseudomonas chlororaphis
- Pseudomonas cichorii
- Pseudomonas cissicola
- Pseudomonas citronellolis
- Pseudomonas congelans
- Pseudomonas corrugata
- Pseudomonas costantinii
- Pseudomonas cremoricolorata
- Pseudomonas extremorientalis
- Pseudomonas ficuserectae
- Pseudomonas flavescens
- Pseudomonas flectens
- Pseudomonas fluorescens
- Pseudomonas fragi
- Pseudomonas frederiksbergensis
- Pseudomonas fulva
- Pseudomonas fuscovaginae
- Pseudomonas gelidicola
- Pseudomonas geniculata
- Pseudomonas gessardii
- Pseudomonas graminis
- Pseudomonas grimontii
- Pseudomonas halodenitrificans
- Pseudomonas halophila
- Pseudomonas hibiscicola
- Pseudomonas indica
- Pseudomonas jessenii
- Pseudomonas jinjuensis
- Pseudomonas kilonensis
- Pseudomonas koreensis
- Pseudomonas libanensis
- Pseudomonas lini
- Pseudomonas lundensis
- Pseudomonas lutea
- Pseudomonas luteola
- Pseudomonas mandelii
- Pseudomonas marginalis
- Pseudomonas mediterranea
- Pseudomonas meliae
- Pseudomonas mendocina
- Pseudomonas mephitica
- Pseudomonas meridiana
- Pseudomonas migulae
- Pseudomonas monteilii
- Pseudomonas mosselii
- Pseudomonas mucidolens
- Pseudomonas multiresinivorans
- Pseudomonas nitroreducens
- Pseudomonas oleovoran
- Pseudomonas orientalis
- Pseudomonas oryzihabitans
- Pseudomonas otitidis
- Pseudomonas pachastrellae
- Pseudomonas palleroniana
- Pseudomonas panacis
- Pseudomonas parafulva
- Pseudomonas pertucinogena
- Pseudomonas pictorum
- Pseudomonas plecoglossicida
- Pseudomonas poae
- Pseudomonas proteolytica
- Pseudomonas pseudoalcaligenes
- Pseudomonas psychrophila
- Pseudomonas psychrotolerans
- Pseudomonas putida
- Pseudomonas resinovorans
- Pseudomonas rhizosphaerae
- Pseudomonas rhodesiae
- Pseudomonas salomonii
- Pseudomonas savastanoi
- Pseudomonas straminea
- Pseudomonas stutzeri
- Pseudomonas synxantha
- Pseudomonas syringae
- Pseudomonas taetrolens
- Pseudomonas thermotolerans
- Pseudomonas thivervalensis
- Pseudomonas tolaasii
- Pseudomonas tremae
- Pseudomonas trivialis
- Pseudomonas umsongensis
- Pseudomonas vancouverensis
- Pseudomonas veronii
- Pseudomonas viridiflava
- Pseudomonas xanthomarina

Liste des espèces qui devraient être exclues du genre Pseudomonas :
- Pseudomonas beijerinckii
- Pseudomonas beteli
- Pseudomonas boreopolis
- Pseudomonas carboxydohydrogena
- Pseudomonas cissicola
- Pseudomonas flectens
- Pseudomonas geniculata
- Pseudomonas halophila
- Pseudomonas hibiscicola
- Pseudomonas mephitica
- Pseudomonas pictorum